# AS90
AS90 – brytyjska współczesna samobieżna armatohaubica kalibru 155 mm. Znajduje się na uzbrojeniu Armii Brytyjskiej od 1992 roku. Posiada lufę o długości względnej 39 kalibrów (L/39), z którą osiąga maksymalną donośność 30 km. Istnieje także wersja z lufą długości L/52, oznaczana marketingowo jako AS52 Braveheart. Jej licencyjną wersją pochodną jest polska AHS Krab.

## Historia
W końcowym okresie zimnej wojny brytyjskie dywizje posiadały w zakresie artylerii samobieżnej przestarzałe lekkie haubice własnej konstrukcji Abbot kalibru 105 mm oraz cięższe amerykańskie M109A2 kalibru 155 mm. Od lat 70. Wielka Brytania uczestniczyła wraz z RFN i Włochami w programie mającym na celu opracowanie nowoczesnego europejskiego działa samobieżnego SP-70 na podwoziu czołgu Leopard 1, który borykał się jednak z rozbieżnościami zdań partnerów i ostatecznie nie doprowadził do powstania modelu produkcyjnego. Brytyjskie zakłady Vickers Shipbuilding and Engineering (VSEL) w tym czasie oferowały na eksport własny system wieżowy tego kalibru GBT-155, przeznaczony do instalowania na różnych podwoziach czołgów, który jednak nie zyskał zamówień.
W 1986 roku Wielka Brytania, chcąc uniknąć dominacji firm niemieckich, wycofała się z programu SP-70. Rozpisano jednocześnie własny konkurs na nową haubicę samobieżną mającą zastąpić Abbota. W tym czasie już od 1985 roku trwały w zakładach VSEL prace z własnej inicjatywy nad skonstruowaniem takiego pojazdu. Dla polepszenia funkcjonalności systemu, konstruktorzy zdecydowali się na zastosowanie wyspecjalizowanego podwozia z przedziałem bojowym z tyłu, zamiast podwozia czołgu jak GBT-155 i SP-70. Podwozie takie opracowano we współpracy z brazylijską firmą VERB, mając nadzieje na późniejszy eksport. Efektem tych prac była armatohaubica samobieżna AS90, której prototyp przedstawiono w czerwcu 1986 roku. Nazwa była skrótem od Artillery System for the 1990s – system artyleryjski na lata 90. Od 1987 roku prowadzono próby wojskowe pojazdu i wnoszono ulepszenia do jego konstrukcji. W czerwcu 1989 roku AS90 wygrała konkurs na działo samobieżne dla Armii Brytyjskiej, pokonując przystosowany do wymagań brytyjskich nowy wariant amerykańskiego M109 (M109UK) i konstrukcję Vickers Defence Systems VSP-91. Zamówiono dla armii w spółce VSEL dostawę 179 pojazdów wraz z opcją na 50 dalszych, która nie została jednak zrealizowana. Wartość kontraktu wynosiła 300 milionów funtów. W maju 1992 roku działo AS90 z lufą o długości L/39 (39 kalibrów) zostało oficjalnie przyjęte na uzbrojenie British Army.
Już w 1987 roku zaprojektowano dłuższą lufę o długości L/52, pozwalającą na zwiększenie zasięgu maksymalnie do 40 km przy amunicji z gazogeneratorem, a w 1994 roku opracowano AS90 z takim działem, oznaczonym ERO (Extended Range Ordnance). 106 takich luf zostało zamówione na wymianę dotychczasowych luf w miarę ich zużywania, począwszy od 2000 roku. Miały też być zastosowane modułowe ładunki miotające (MCS), lecz program ich rozwoju napotkał w Wielkiej Brytanii na trudności. Ostatecznie program wymiany luf w AS90 został anulowany.
Wariant z lufą L/52 był oferowany także na eksport pod oznaczeniem AS52 lub AS90 Braveheart. W 1999 roku licencję na system wieżowy AS90 Braveheart sprzedano polskiej Hucie Stalowa Wola, gdzie posłużyła do skonstruowania działa samobieżnego Krab – przy tym strona brytyjska sprzedała również oprzyrządowanie do produkcji wież i HSW stała się jedyną bazą dla ich ewentualnej dalszej produkcji. W tym czasie nie prowadzono już produkcji tych dział w Wielkiej Brytanii. Producent prowadził jednak dalsze prace rozwojowe i modernizacyjne. W grudniu 1998 roku podpisano z producentem umowę na modernizację poziomu MLI A, obejmującą między innymi wyposażenie w zimowe i tropikalne zestawy eksploatacyjne, automatyczną korekcję ugięcia lufy, modernizację elektroniki i wyposażenie w GPS. Przy tym, na skutek przejęcia zakładów VSEL, producentem dział stał się koncern GEC Marconi, od 1999 roku przekształcony w BAE Systems. Producent proponował także w ramach modernizacji opracowanie całkowicie zmechanizowanego systemu ładowania pocisków, systemu chłodzenia lufy i dodatkowego opancerzenia wieży od góry.

## Użycie

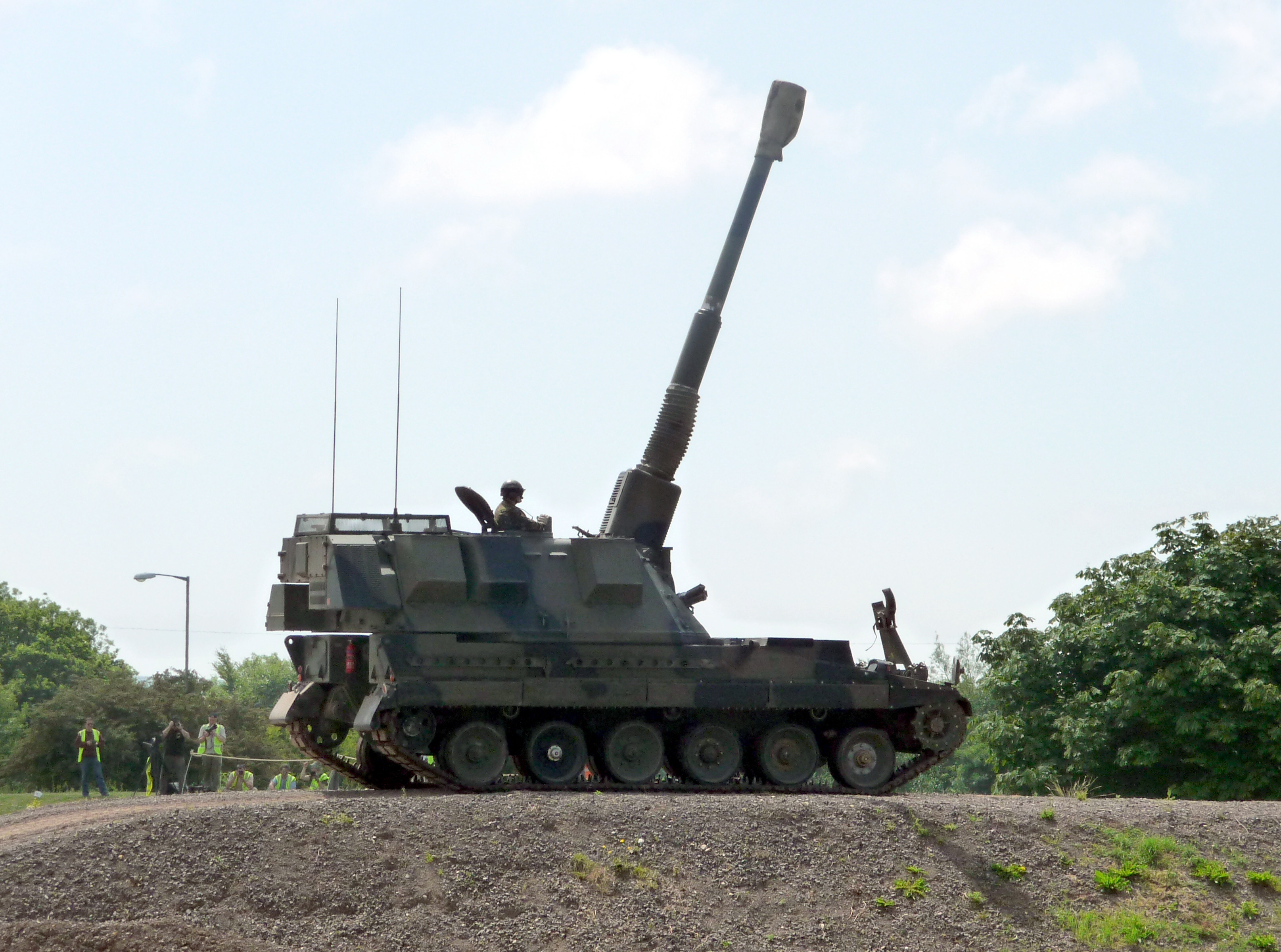
AS90 – maksymalny kąt podniesienia lufy

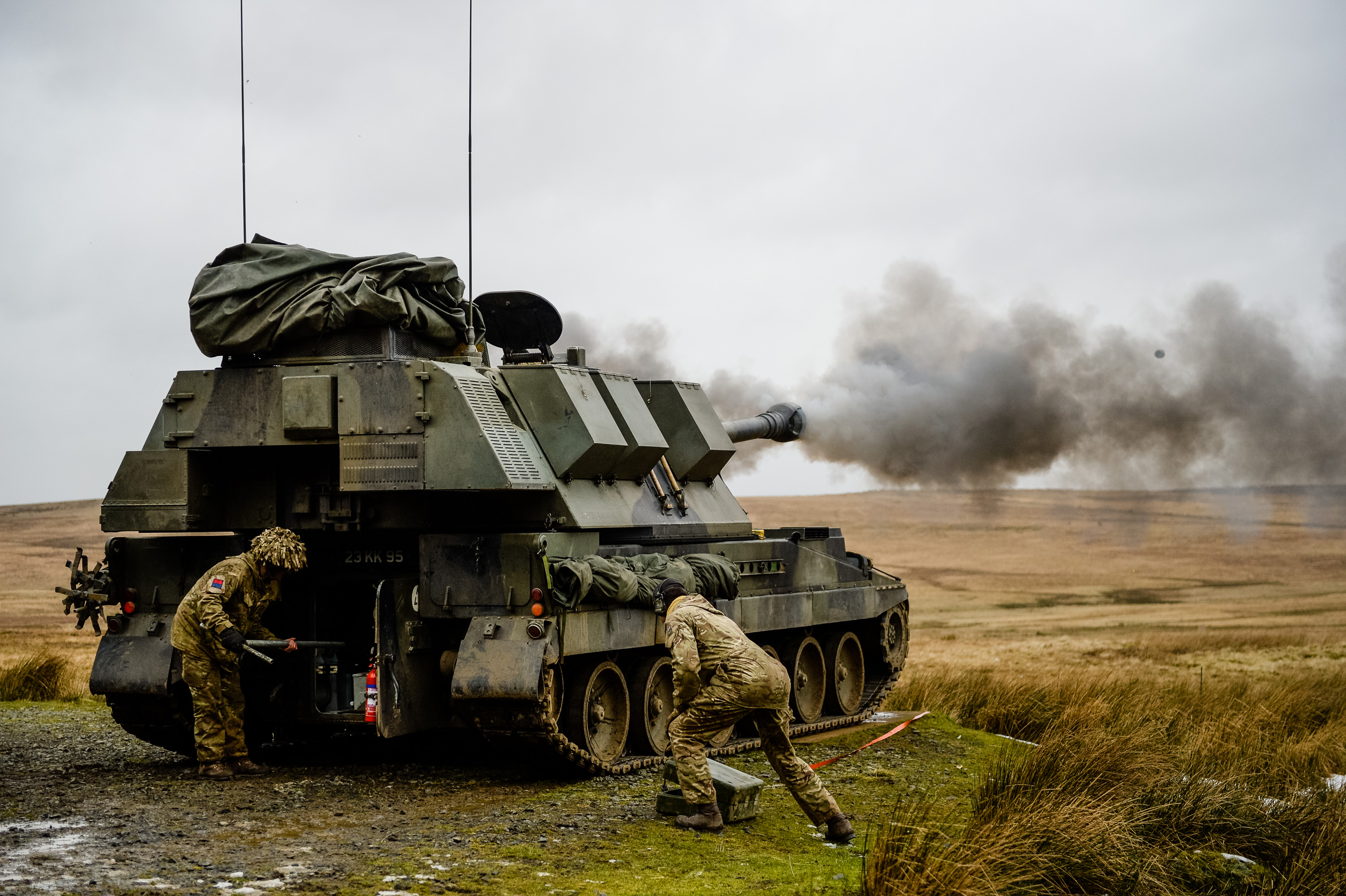
AS90 podczas ćwiczeń w 2016

W Armii Brytyjskiej AS90 używane są w pułkach, składających się z czterech baterii po osiem dział. Pierwszy pułk AS90 osiągnął gotowość operacyjną w 1993 roku. W 1994 roku bateria dział potwierdziła swoje walory w pięciotygodniowym pokazie niezawodności w służbie (In-Service Reliability Demonstration), wystrzeliwując 11 200 pocisków. Ostatnie ze 179 zamówionych dostarczono w 1995 roku.
Chrzest bojowy AS90 przeszły w działaniach w ramach kontyngentu IFOR w byłej Jugosławii. W 2003 roku wzięły udział w II wojnie w Zatoce Perskiej. W ramach redukcji armii liczba dział AS90 w służbie brytyjskiej następnie spadała i w 2008 roku było ich 134, a w 2015 roku 117. W 2016 roku w służbie pozostało 89 AS90 i taki stan utrzymał się przynajmniej do 2022 roku. W 2021 roku haubice AS90 były na wyposażeniu trzech pułków Royal Artillery i Royal Horse Artillery. Przewiduje się, że pozostaną w służbie do 2032 roku.
Oryginalne działa AS90 nie zostały zakupione przez żadne kraje poza Wielką Brytanią, mimo oferowania ich na eksport. Zmodernizowany AS90 uczestniczył między innymi w 1993 roku w konkursie na działo samobieżne armii USA i był tam badany, lecz ostatecznie zdecydowano się na modernizację dział M109 do standardu A6 Paladin. W latach 1994–1996 w krajach Bliskiego Wschodu, między innymi w Kuwejcie promowano bezskutecznie pustynną modyfikację Desert AS90. Przedstawiano też na eksport sam system wieżowy AS90, który mógł być zamontowany na podwoziu czołgu w zależności od preferencji nabywcy – taki pojazd z wieżą na podwyższonej nadbudówce montowanej na podwoziu czołgu rodziny T-72 proponowano w 1994 roku bezskutecznie Indiom. Powiodła się natomiast sprzedaż licencji na system wieżowy AS90 Braveheart Polsce, gdzie posłużył do skonstruowania polskiej armatohaubicy AHS Krab, osadzonej na innym podwoziu i wyposażonej w polski system kierowania ogniem.
W kwietniu 2022 roku pojawiły się informacje o możliwym przekazaniu pojazdów AS90 Ukrainie w związku z rosyjską inwazją, lecz sekretarz obrony Ben Wallace 25 kwietnia zdementował plany ich wysłania, wyrażając zamiar przekazania bardziej mobilnej artylerii. Mimo to, 14 stycznia 2023 roku poinformowano, że Ukrainie zostanie przekazane około 30 AS90.

## Opis

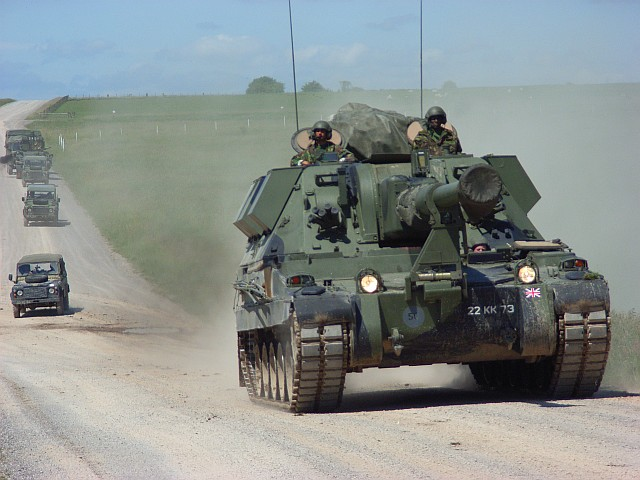
AS90 w marszu

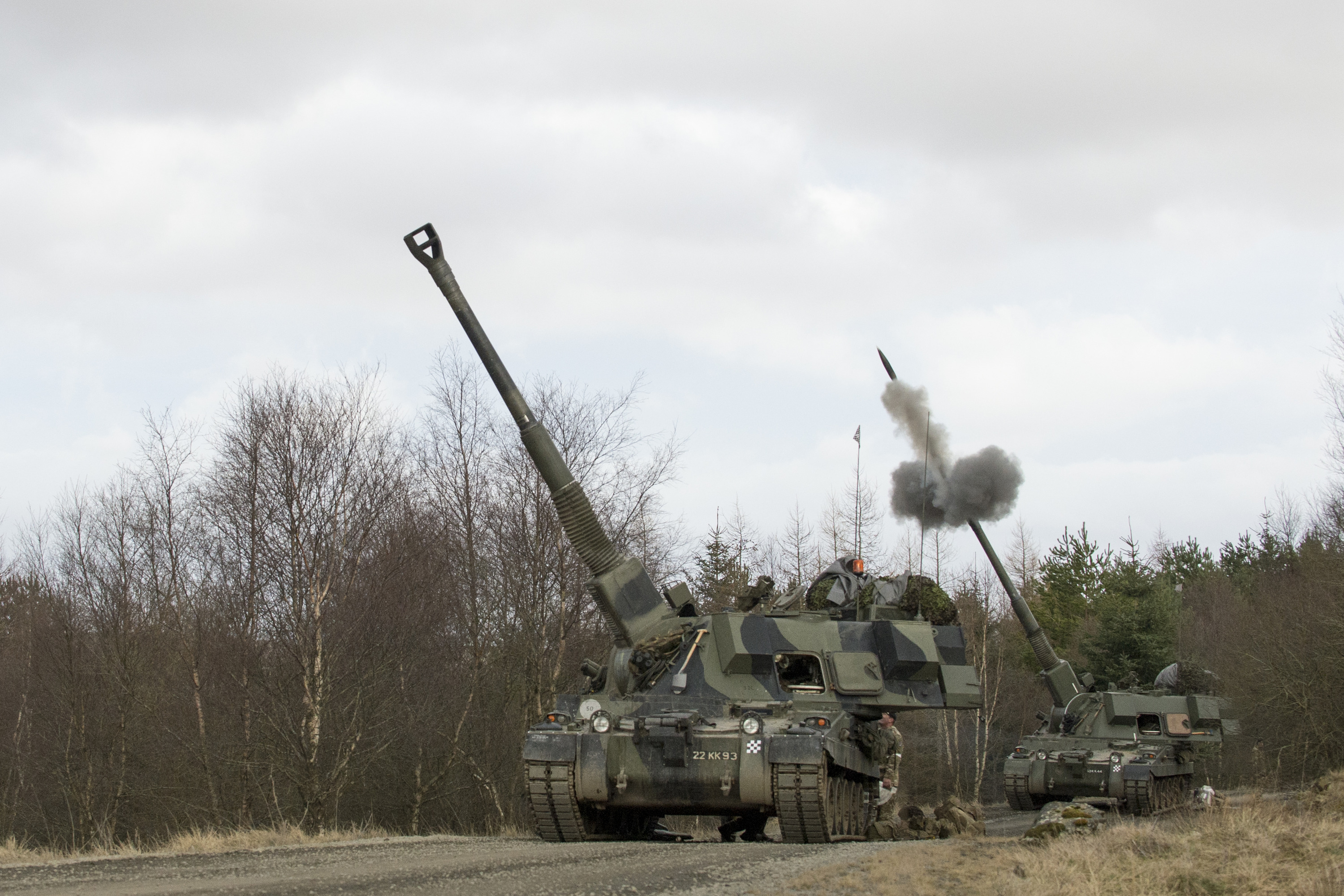
AS90 podczas strzelania na maksymalnym podniesieniu

AS90 jest polowym działem samobieżnym. Załogę pojazdu tworzy pięć osób: dowódca, celowniczy, dwóch ładowniczych i kierowca. Kierowca zajmuje miejsce w kadłubie, reszta załogi w wieży.

### Kadłub i wieża
Kadłub AS90 jest wykonany ze spawanych płyt ze stali pancernej grubości do 17 mm, chroniąc przed pociskami z broni maszynowej i odłamkami. W przedniej części kadłuba znajduje się przedział napędowy, za nim po lewej stronie przedział kierowania. Tylną część pojazdu zajmuje przedział bojowy nakryty obrotową wieżą, zaopatrzony w drzwi w tylnej ścianie kadłuba.
W przedziale kierowania stanowisko ma mechanik-kierowca, który zajmuje miejsce w pojeździe przez otwierany w lewo właz w stropie kadłuba; może też przedostać się na stanowisko z przedziału bojowego. Podczas jazdy obserwuje teren za pomocą peryskopów, a w nocy peryskop może być zamieniony przez urządzenie noktowizyjne. Kierowca może też prowadzić pojazd z głową wysuniętą przez właz, po podniesieniu siedzenia.
Wieża jest spawana z płyt pancernych. Po prawej stronie wieży znajduje się stanowisko celowniczego, a za nim dowódcy, oba zaopatrzone w siedzenia. Dwóch ładowniczych, zajmujących stanowiska w lewej części wieży, ma składane siedzenia w przedziale bojowym. Załoga zajmuje miejsce w wieży przez tylne drzwi do przedziału bojowego, prostokątny właz w lewej ścianie wieży i dwa owalne w jej stropie. Prawy właz (dowódcy) ma kopułkę obserwacyjną, a drugi jarzmo do mocowania karabinu maszynowego. Na ścianach wieży na zewnątrz znajduje się pięć metalowych zasobników na rzeczy osobiste załogi, a na jej tylnej ścianie zasobnik z aparaturą filtrowentylacyjną i klimatyzatorem oraz dodatkowe wyposażenie.

### Uzbrojenie
W wieży znajduje się zasadnicze uzbrojenie wozu: haubicoarmata kalibru 155 mm produkcji zakładów Royal Ordnance w Nottingham. Lufa haubicoarmaty ma długość 39 kalibrów i wyposażona jest w dwukomorowy hamulec wylotowy i przedmuchiwacz. Zamek klinowy otwiera się do góry. Kąt podniesienia w płaszczyźnie pionowej wynosi od -5 do +70°. Elektryczne napędy wieży zapewniają prędkość obrotu i podniesienia działa 10°/s. Maksymalna długość odrzutu działa wynosi 800 mm.

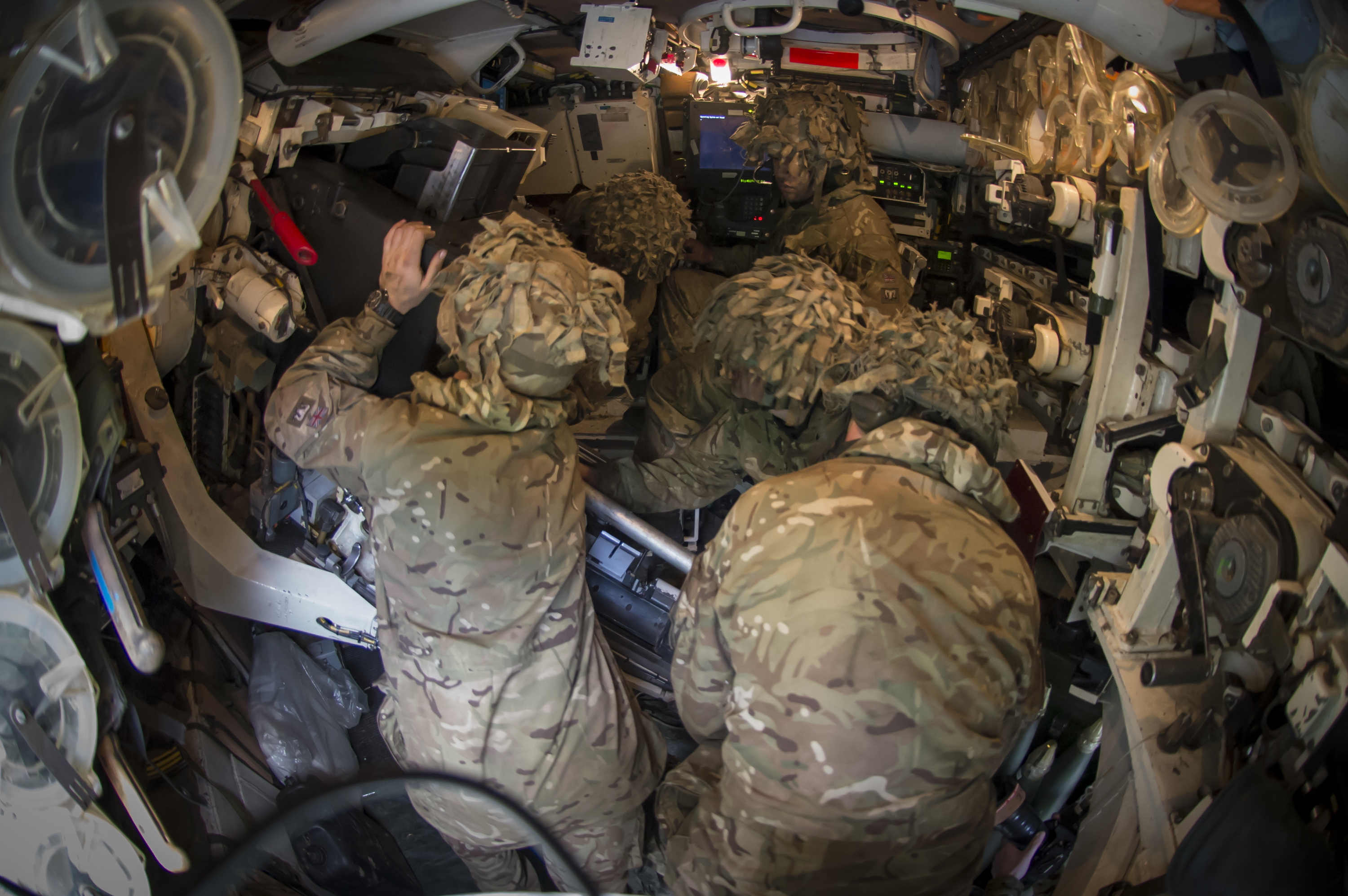
W wieży AS90 – po prawej widoczne magazyny pocisków i wyżej ładunków miotających w niszy wieży, na przeciwległej (prawej) ścianie wieży stanowiska celowniczego i dowódcy

Haubicoarmata AS90 jest ładowana częściowo ręcznie, ze wspomaganiem automatycznym. Z tyłu wieży znajduje się zautomatyzowany czterosegmentowy magazyn 31 pocisków, który podaje na środek wybrany pocisk. Jest on przekładany przez ładowniczego na ramię podajnika STA (shell transfer arm), które następnie ustawia się równolegle do osi lufy, po czym pocisk jest przemieszczany automatycznie w bok na korytko dosyłacza w osi lufy, skąd dosyłacz wsuwa go do komory nabojowej. Drugi ładowniczy umieszcza następnie w komorze nabojowej ładunek miotający w woreczku, po czym ręcznie pobierana jest spłonka z 12-komorowego magazynka w bloku zamka. W kadłubie umieszczone jest dodatkowe 17 pocisków – łączny zapas amunicji wynosi 48. Ładunki miotające przechowywane są w niszy wieży nad magazynem pocisków i w kadłubie. Szybkostrzelność maksymalna wynosi 3 strzały w ciągu pierwszych 10 sekund, 18 strzałów w ciągu 3 minut lub 2 strzały na minutę przy prowadzeniu ognia ciągłego. Dla serii trzystrzałowej pierwszy pocisk ładuje się do komory nabojowej, drugi czeka na korytku dosyłacza, a trzeci na STA.
AS90 może wystrzeliwać dowolne granaty artyleryjskie w standardowym kalibrze NATO równym 155 mm. Donośność granatów zwykłych przy lufie długości L/39 dochodzi do 25 km, z gazogeneratorem 30 km. W listopadzie 2007 roku brytyjskie Ministerstwo Obrony zamówiło w Niemczech amunicję samocelującą BSFM o donośności 22,5 km, przenoszącą dwa podpociski opadające na spadochronach i atakujące cele opancerzone. W 2010 roku przeprowadzono udane próby wystrzeliwania amerykańskich pocisków korygowanych Excalibur.

### System kierowania ogniem i wyposażenie
Głównym sposobem wskazywania celu jest przekazywanie współrzędnych z dowództwa baterii, który to proces nie został zautomatyzowany. Celowniczy uzyskuje informacje na wyświetlaczu LDU (Layer Display Unit) i wprowadza dane cyfrowe do układu wykonawczego, a do zgrubnego naprowadzania może użyć joysticka. Działo dysponuje automatycznym komputerowym system celowania AGLS (Automatic Gun Laying System), sterującym mechanizmami wieży, łączącym operacje orientowania pojazdu w terenie, nadawanie lufie kierunku i kąta podniesienia. Celowniczy ma również celownik optyczny firmy AVIMO do strzelania ogniem na wprost na odległość do 2 km.
Dowiązanie topograficzne pojazdu dokonywane jest autonomicznie za pomocą systemu orientacji dynamicznej (nawigacji lądowej) DRU (Dynamic Reference Unit), cechującego się dużą dokładnością i opartego na żyroskopie laserowym. Podczas modernizacji MLI A dla zwiększenia dokładności topodowiązania dodano ponadto odbiornik GPS. Podczas modernizacji MLI A dodano również wielofunkcyjny monitor dowódcy CDU (Commander Display Unit). Standardowe wyposażenie stanowi radarowy miernik prędkości wylotowej pocisków montowany u nasady lufy.

### Napęd i układ jezdny

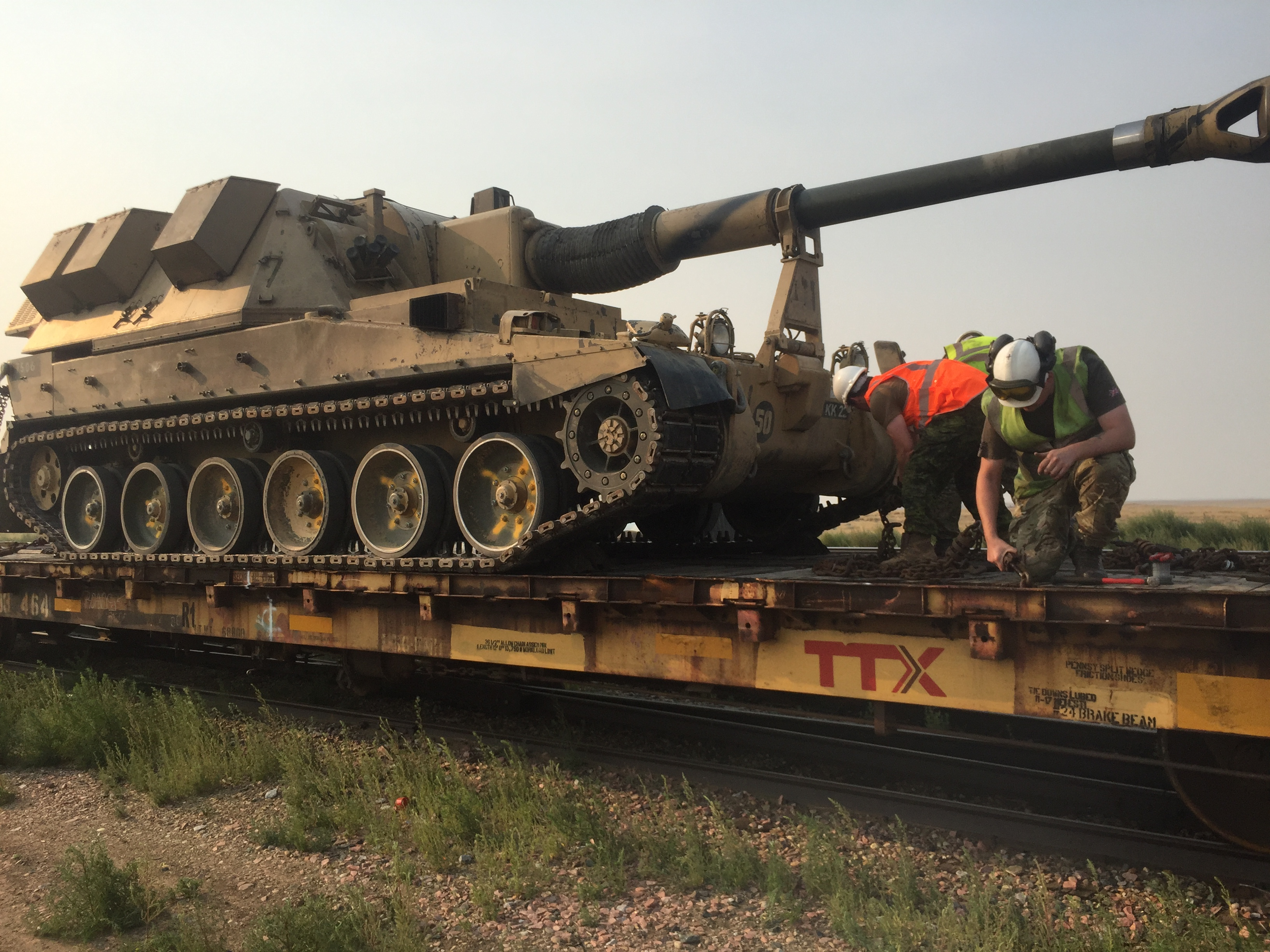
AS90 bez fartuchów bocznych – widoczne szczegóły podwozia

Napęd AS90 stanowi amerykański 8-cylindrowy (V8) czterosuwowy wysokoprężny silnik Cummins VTA 903T-660 o pojemności 14,8 litra i mocy 485 kW (659 KM) przy 2800 obr./min. Silnik sprzężony jest z niemiecką automatyczną przekładnią ZF LSG2000, z czterema biegami do przodu i dwoma do tyłu. Wymiana całego zblokowanego zespołu napędowego w warunkach polowych zajmuje godzinę. Gąsienice są niemieckiej firmy Diehl. Dla zasilania aparatury na postoju pojazd ma w przedniej części przedziału bojowego pomocniczy silnik wysokoprężny.
AS90 posiada niezależne zawieszenie hydropneumatyczne, z sześcioma parami kół jezdnych. Koła jezdne są podwójne. Każde z kół jest połączone za pomocą wahacza z siłownikiem hydropneumatycznym. Napęd z silnika jest przekazywany na znajdujące się w przedniej części pojazdu koła napędowe. Z tyłu pojazdu znajdują się koła napinające z hydraulicznym układem automatycznej regulacji napięcia gąsienic. Koła wykonane są ze stopu aluminium.